# Henry Wheeler
Henry Lord Wheeler (* 14. September 1867 in Chicago, Illinois; † 30. Oktober 1914 in Manhattan, New York) war ein US-amerikanischer Chemiker (Organische Chemie) an der Yale University.

## Leben und Wirken
Wheeler studierte an der Sheffield Scientific School der Yale University Chemie (Abschluss 1890), unter anderem bei W. J. Comstock. 1893 erwarb er bei Horace L. Wells einen Ph.D., veröffentlichte in dieser Zeit aber auch mit Samuel Lewis Penfield. Nach einem Studienjahr in München und kurzer Tätigkeit an der University of Chicago kehrte Wheeler an die Yale University zurück, wo er 1895 Lecturer wurde, 1899 Associate Professor und 1908 eine ordentliche Professur erhielt. Bereits 1911 ging er in den Ruhestand.
Wheeler gilt als Pionier der organischen Chemie und der Biochemie. Er befasste sich vor allem mit der Chemie der Pyrimidine, darunter Cytosin, Thymin und Uracil. Weitere Arbeiten untersuchten die Reaktionen von Anilinen, Pseudothioharnstoffen, Amidinen und Hydantoinen, insbesondere mit Halogenen und Alkylhaliden, sowie die Halogen-Derivate von Aminosäuren, insbesondere Alanin, Phenylalanin und Tyrosin. Zu seinen Schülern zählten Treat Baldwin Johnson (mit dem er den Wheeler-Johnson-Test zum Nachweis von Uracil und Cytosin entwickelte) und David F. McFarland. Wheeler war einer der Gründungsherausgeber des Journal of Biological Chemistry.
1901 wurde Wheeler als Fellow in die American Association for the Advancement of Science, 1909 als Mitglied in die National Academy of Sciences gewählt.
Henry Wheeler starb 1914 im Alter von 47 Jahren. Sein Grab befindet sich auf dem Graceland Cemetery in Chicago.